# Ring (Opole)

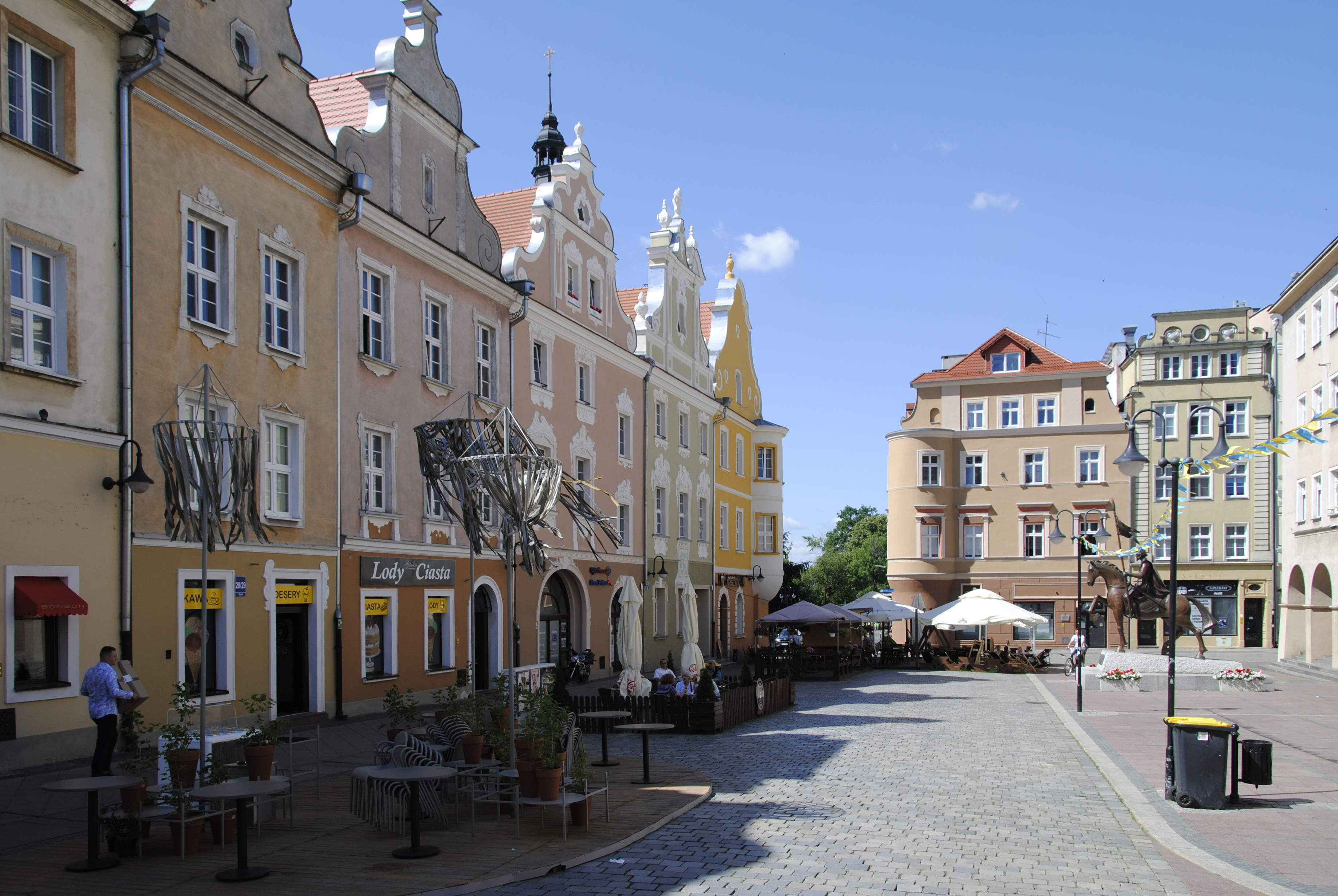
Süd- und Westseite des Rings

Der Ring (poln. Rynek) ist der Marktplatz der Stadt Opole (deutsch Oppeln) in Polen. Der Ring hat eine rechteckige Form (78 m × 92 m), umrahmt von den Bürgerhäusern aus dem 18. Jahrhundert. Den Mittelpunkt bildet das Neorenaissance-Rathaus.

## Geschichte

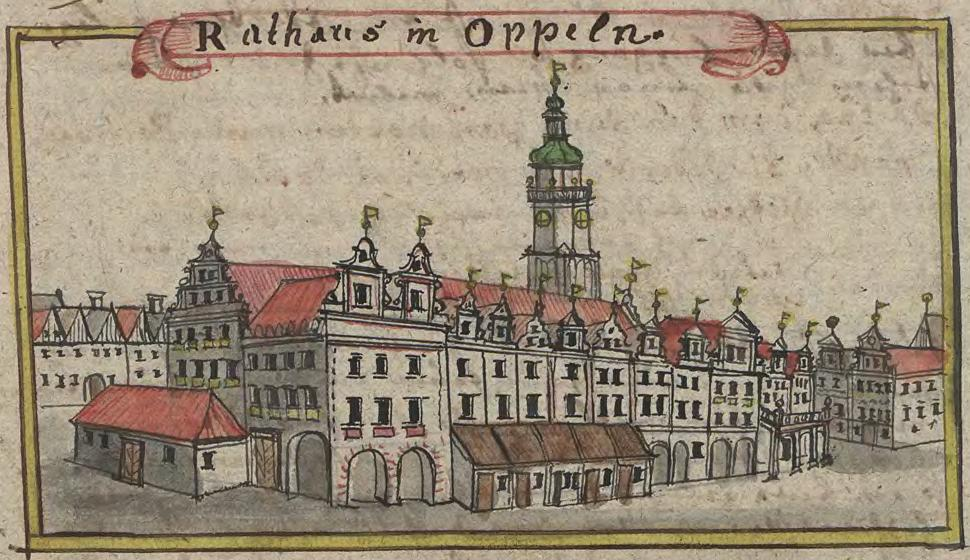
Zeichnung des Rathauses im 18. Jahrhundert mit den Häusern am Ring

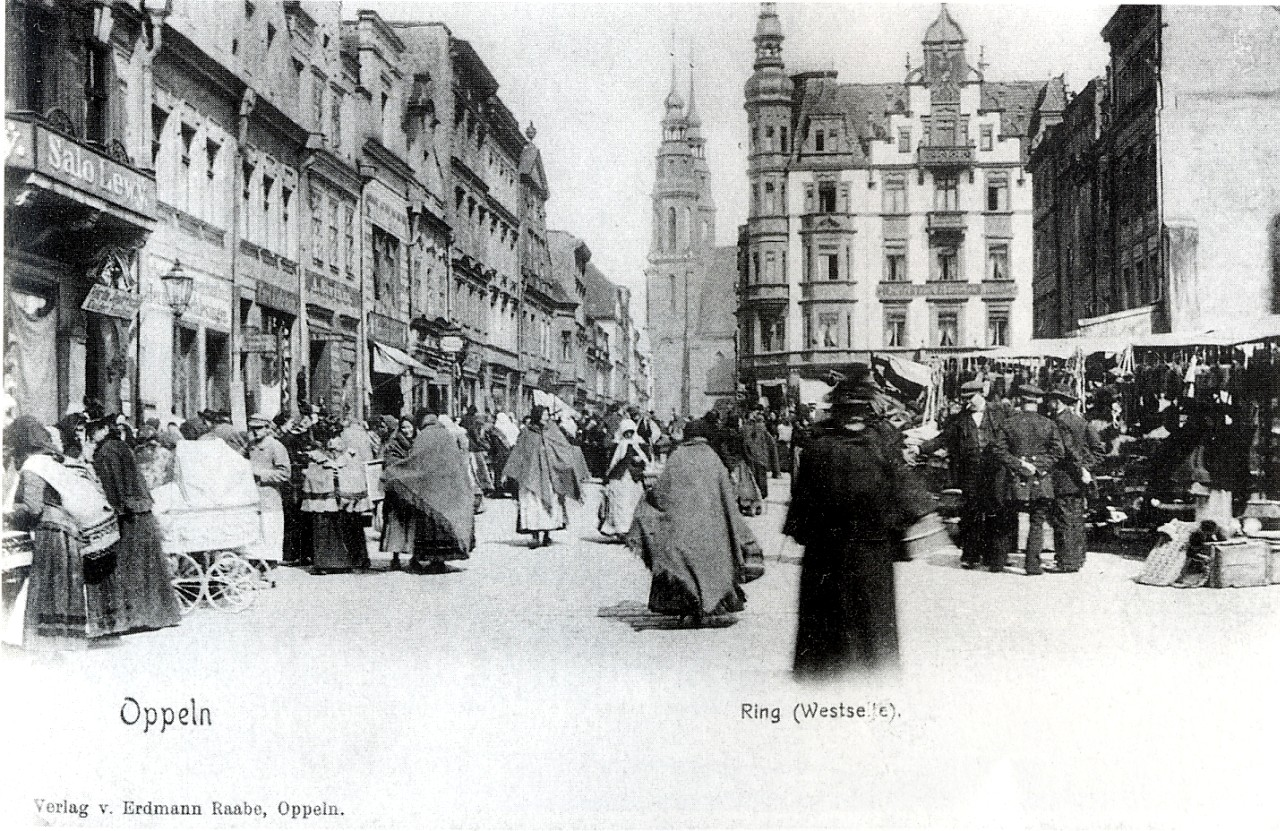
Blick auf den Wochenmarkt an der Westseite des Rings auf einer Postkarte von 1904

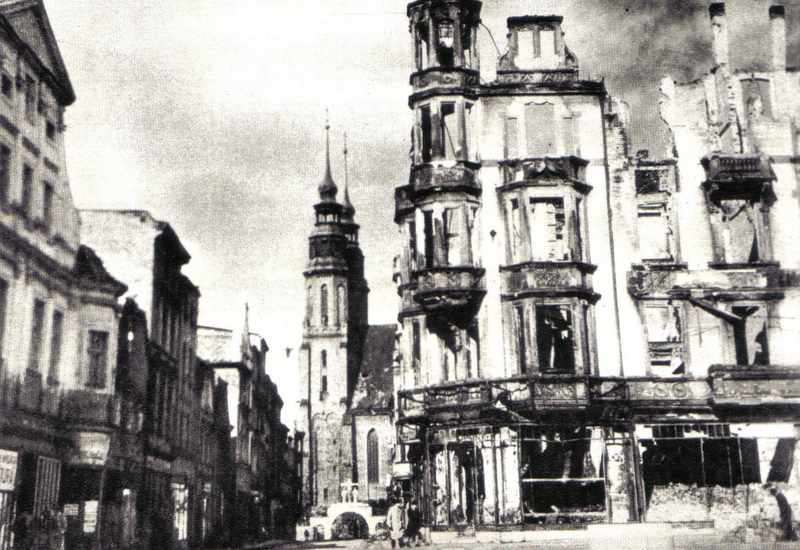
Zerstörungen im Zweiten Weltkrieg: Hotel „Zum Schwarzen Adler“

Die Entstehungsgeschichte geht bis ins 13. Jahrhundert zurück. Damals wurde ein erster Markt entfernt und anstelle dessen ein rechteckiger Platz angelegt. Er bildete den Mittelpunkt der mittelalterlichen Stadt Oppeln. An diesem Ort kreuzten sich die beiden Handelswege Via Regia, welche von Calais nach Kiew verlief und die Bernsteinstraße, welche Sankt Petersburg und Venedig verband. Die ersten Häuser waren einfach und bestanden aus Holz, so kam es oft zu Bränden in der Stadt. Der Oppelner Fürsten und Bischof  Johann I. vermachte der Stadt 300 Silbermark, für den Bau von steinernen Häusern am Ring. Die Häuser wurden wie folgt konstruiert: Im Keller und Erdgeschoss waren zunächst überwölbte Kammer untergebracht. Das Erdgeschoss bestand aus einer langgestreckten Diele, mit der Küche unter dem Treppenhaus. Der Großteil der Häuser wurde mit zwei Etagen versehen.
In den darauffolgenden Jahrhunderten wurden die Häuser mehrmals umgebaut. Besonders im 18. Jahrhundert erlebten die Häuser große Veränderungen. An einigen Stellen wurden Eckerker hinzugefügt, die schon in den Plänen von Johann I. mit eingeplant waren. Die Bürgerhäuser bekamen barocke und klassizistische Fassaden. Zu dieser Zeit bestand der Ring aus 39 Häusern, mit jeweils zwölf an der Westseite, fünf an der Nord-, zwölf an der Ost- sowie zehn an der Südseite.
Bis 1933 wurde ausschließlich auf diesem Platz wöchentlich der Markt in Oppeln abgehalten. Zwischen 1933 und 1935 wurde der Ring zum repräsentativen Platz ausgebaut. Dabei wurde zunächst der Markt verlegt und die Häuser, die unmittelbar an das Rathaus grenzten, abgerissen. 1936 wurde an der Südseite des Rings, direkt vor dem Rathaus, das Denkmal für Friedrich den Großen aufgestellt.
Im Zweiten Weltkrieg wurden viele Gebäude beschädigt bzw. zerstört. Am heftigsten traf es die Nordseite, bei der fast alle fünf Häuser zerstört wurden. In den Jahren von 1952 bis 1955 wurden die meisten Häuser wieder originalgetreu, jedoch meist mit verkürztem Grundriss wiederaufgebaut. Die Form wurde bei einigen Gebäuden verändert, zum Beispiel am ehemaligen Hotel Zum schwarzen Adler, bei dem die Fassade aus dem 18. Jahrhundert rekonstruiert wurde.
Heute bildet der Ring immer noch das Herz der Stadt Oppeln. Vorzufinden ist hier eine hohe Anzahl an Biergärten im Sommer, viele kleine Boutiquen und Geschäften, sowie die Touristeninformationen der Stadt.
An der Ostseite des Ringes befindet sich der polnische Walk of Fame, bei dem polnische Musikstars einen Stern verliehen bekommen haben. Polnische Bands und Musiker sind hier verewigt, wie Czesław Niemen, Michał Bajor, Edyta Górniak, Basia Trzetrzelewska, oder die Bands Lady Pank, Myslovitz, Skaldowie und Zakopower.

## Bauwerke am Ring
| Name                                        | Bild | Erbaut                        | Denkmalschutz | Beschreibung |
| ------------------------------------------- | ---- | ----------------------------- | ------------- | --- |
| Rathaus                                     |      | 1863                          | seit 1964     | Das Rathaus befindet sich in der Mitte des Rings. Im 14. Jahrhundert zunächst als Holzbau erwähnt, erhielt es im 16. Jahrhundert eine steinerne Fassade. Seine heutige klassizistische Gestalt bekam das Gebäude zu Beginn des 19. Jahrhunderts. Der ehemals barocke Rathausturm wurde erst 1863 durch den heutigen ersetzt, der dem Palazzo Vecchio in Florenz nachempfunden ist. |
| Fürstenhaus                                 |      | 18. Jahrhundert               | seit 1966     | Das Fürstenhaus (Ring Nr. 1) gehörte bis 1532 den Oppelner Fürsten. Von 1824 bis 1952 befand sich hier die Apotheke „Zum Löwen“ (poln. Pod Lwem). Eine Bronzefigur des Löwen ist bis heute am Gebäude erhalten geblieben. |
| Nr. 2                                       |      | 19. Jahrhundert               | seit 1994     | |
| Nr. 3                                       |      | 19. Jahrhundert               | seit 1994     | Im Stil des Historismus erbaut. |
| Nr. 4                                       |      | 1950er Jahre                  | seit 1994     | Beim Haus Nr. 4 handelt es sich um ein normales Wohnhaus. Es besaß keine besonderen Ausschmückungen an der Außenfassade. Erst beim Wiederaufbau des Rings in den 1950er Jahren wurde das Gebäude um einen Stockwerk erhöht und erhielt eine Fassade im Stil des Barocks. Von 1959 bis 1964 war hier das Theater der 13 Reihen (poln. Teatr 13 Rzedów) von Jerzy Grotowski untergebracht. Zur Erinnerung an das Theater wurde eine Glasmalereimaske an das Gebäude gehängt. Heute befindet sich hier ein Restaurant. |
| Nr. 10                                      |      | 19. Jahrhundert               | seit 1959     | Beim Haus Nr. 10 handelt es sich um ein klassizistisches Gebäude mit Anknüpfungen an die Renaissance. Das Bauwerk stammt aus dem 15. Jahrhundert und war eines der ersten gemauerten Gebäude am Oppelner Ring. 1739 brannte es beim großen Stadtbrand vollkommen aus. Nur die Kellerräume blieben erhalten. Das Gebäude wurde zunächst im Stil des Barocks wieder aufgebaut. Die heute zusehende klassizistische Ausschmückung erhielt das Bauwerk erst in der Mitte des 19. Jahrhunderts. Den Zweiten Weltkrieg überstand das Gebäude unbeschadet und wird bis heute noch als Wohn- und Dienstleistungsgebäude genutzt. Im Erdgeschoss befindet sich heute die Kunstgalerie „Astor“. Diese verkauft Werke von zeitgenössischen Künstler aus der Gegend sowie andere Malereien und Schmuck. |
| Alte Post                                   |      | 17. Jahrhundert, 1898, 1954   | seit 1994     | Bei diesem im klassizistischen Stil erbauten Gebäude handelt es sich um das Alte Posthaus (Ring Nr. 11). Bis 1822 beherbergte es die Oppelner Poststation. 1898 wurde der Bau durch einen Neubau im eklektischen Stil ersetzt, welcher aber im Zweiten Weltkrieg zerstört wurde. 1954 wurde es dann im Zustand von vor 1898 wieder aufgebaut. |
| Nr. 12                                      |      | 18. Jahrhundert, 1950er Jahre | seit 1994     | Bei diesem Bau handelt es sich um ein im Stil des Barocks erbautes Gebäude. Die Fassade stammt aus dem 18. Jahrhundert. Im Zweiten Weltkrieg wurde der hintere Teil zerstört und in den 1950er Jahren wieder aufgebaut. Ein Relief schmückt das Eingangstor des Hauses, welches die Szene der Maria Verkündigung darstellt. Es wurde vom Architekten Marian Skalkowski erstellt, welcher in den 1950er Jahren den Wiederaufbau des Ringes leitete. |
| Nr. 16                                      |      | 1421, 19. Jahrhundert, 1955   | seit 1994     | Auf dem Platz dieses Hauses wurde 1421 das erste steinerne Haus am Ring erbaut. Ab 1791 befand sich hier die Oppelner Hebammenschule und ab 1839 die Oppelner Druckerei „Erdmann Raabe“. Im Zweiten Weltkrieg wurde es zerstört und nicht im originalen Zustand wiederaufgebaut. Es entstand ein Neubau in barocken Formen. |
| Nr. 24–26                                   |      | 18. Jahrhundert, 1955         | seit 1994     | Dieses Haus befindet sich an der östlichen Ringseite. Es handelt sich hierbei um ein wiederaufgebautes Gebäude im Rokokostil. Der Seitenturm wurde in den 2000er Jahren rekonstruiert. Heute befindet sich hier eine Filiale der Bank Gospodarki Żywnościowej (BGŻ, dt.: Bank für Nahrungsmittelwirtschaft) / BNP Paribas. |
| Nr. 27                                      |      | 18. Jahrhundert, 1955         | seit 1994     | Das Haus wurde nach dem Zweiten Weltkrieg umgebaut und mit Arkaden versehen. |
| Nr. 28                                      |      | 18. Jahrhundert, 1955         | seit 1994     | Das Haus wurde nach dem Zweiten Weltkrieg in veränderter Form wieder aufgebaut. |
| Nr. 30                                      |      | 1621                          | seit 1948     | Das Wohn- und Geschäftshaus entstand in barocken Formen im 17. Jahrhundert. |
| Nr. 31                                      |      | 1621                          | seit 1948     | Das Wohn- und Geschäftshaus entstand in barocken Formen im 17. Jahrhundert. |
| Nr. 32                                      |      | 1955                          | seit 1994     | Das Wohn- und Geschäftshaus entstand in barocken Formen in den 1950er Jahren. (Im Bild ganz rechts) |
| Reiterstandbild Fürst Kasimir I. von Oppeln |      | 2018                          | nein          | Das Denkmal für Kasimir I. von Oppeln wurde zur 800-Jahr-Feier der Stadt Oppeln in Auftrag gegeben. Erst ein Jahr darauf konnte es an der südlichen Seite des Rings aufgestellt werden. |
| Reiterstandbild Fürst Kasimir I. von Oppeln |      | 2017                          | nein          | Die Pferdetränke stands eins am heutigen Plac Wolnosci. Anlässlich der 800-Jahr-Feier der Stadt Opole wurde sie rekonstruiert und am Ring aufgestellt. |
| Promenade der Stars des polnischen Liedes   |      | seit 2004                     | nein          | Anlässlich des Landesfestival des Polnischen Liedes wird die Promenade jedes Jahr mit neuen Sternen im Boden erweitert und ehrt damit polnische Interpreten. |
| Sternenskulptur                             |      | 2006                          | nein          | Marmorstatue von Witold Pichurski |

## Abgegangene Bauwerke
| Name                          | Bild | Erbaut | Zerstört | Beschreibung |
| ----------------------------- | ---- | ------ | -------- | --- |
| Hotel zum schwarzen Adler     |      | 1898   | 1945     | Das Hotel zum Adler stand an der nordwestlichen Seite des Rings, an der Stelle der Alten Post (Haus Nr. 11). Nach dem Auszug der Post eröffnete das Hotel „Zum Schwarzen Adler“ seine Pforten. Ende des 19. Jahrhunderts, im Jahre 1898, wurde das alte klassizistische Gebäude abgerissen und durch einen Neubau im eklektischen Stil ersetzt. Der neue Bau war geschmückt mit zahlreichen Balkonen, Erkern, einem neugotischen Giebel und einem großen Eckerker. Es zählte damals zu den schönsten Gebäuden der Stadt. Im Zweiten Weltkrieg wurde das Gebäude vollkommen zerstört. |
| Denkmal Friedrichs des Großen |      | 1936   | 1945     | Es stand an der Südseite des Oppelner Rings am Rathaus. |
| Kaufhaus Gurassa              |      |        | 1945     | Das Kaufhaus Gurassa stand an der nordöstlichen Ecke des Rings. |